# Сильвия (имя)
Си́львия — женское имя латинского происхождения. В переводе означает лесная (лат. silva, ср. сельва). 

Производные формы – Сильва, Силя, Иля, Лия, Лика. 

## Иностранные аналоги
- чеш. Silvie
- нем. Silvia
- англ. Silvia
- исп. Silvia
- эст. Silvia
- фр. Sylvie
- венг. Szilvia
- итал. Silvia
- нидерл. Sylvia
- нюнорск Sylvia
- норв. Silvia
- пол. Sylwia
- рум. Silvia
- словац. Silvia
- словен. Silva
- швед. Silvia

## Известные носители имени
- Сильвия Аквитанская, также Блаженная Сильвия (Сальвия), Сильвания (ум. ок. 420) — католическая святая
- Сильвия (род. 1943, урожд. Сильвия Рената Зоммерлат) — королева Швеции